# Ángel Sánchez Carreño
Ángel Sánchez Carreño (Buenos Aires, Argentina, 31 de mayo de 1905 – ídem, 11 de febrero de 1971, conocido artísticamente como Príncipe Cubano, fue un cantor, letrista y compositor que trabajó muchos años en el cabaré Chantecler.

## Actividad profesional
Fue un perfecto cabaretier que tuvo a su cargo las relaciones públicas del local, el manejo del personal y la presentación de los espectáculos del mítico Chantecler. Revisaba que los mozos vistieran un uniforme impecable, zapatos relucientes y un peinado correcto. También las alternadoras –coperas- eran controladas en sus uñas, pelo y vestimenta, que tenían que ser perfectos, y ninguna podía salir del local hasta que la función no finalizara; cafishios o amantes debían esperar luego de esa hora para buscarlas.
El apodo de Príncipe Cubano se lo puso Giovanna Ritana (Jeannette), la bella y joven mujer de Amadeo Garesio, un hombre nacido en Córcega, pero que había llegado a Buenos Aires con una compañía de trapecistas. Dicen que Garesio y Ritana regenteaban varios prostíbulos en la ciudad y que al morir sin descendencia Charles Seguin se habían quedado con el cabaré. Sánchez Carreño, a su vez, bautizó a Juan D'Arienzo como el Rey del Compás; parece que dijo "Si yo soy un Príncipe, usted es el Rey...del compás".

## Compositor y letrista
Sánchez Carreño compuso varias obras, entre las cuales se encuentran algunos tangos, entre ellos Metido Enamorado, Seamos amigos que musicalizó el bandoneonista Domingo Rullo, Siluetas por la tarde que fue grabado por el dúo Magaldi-Noda), Tortura, con música de Humberto Canaro que registró Rafael Canaro con la voz de Carlos Dante, El Rey del compás que grabó D’Arienzo el 12 de septiembre de 1941, entre otros.
Sánchez Carreño falleció el día 11 de febrero de 1971.

## Obras de Sánchez Carreño registradas a su nombre en SADAIC
Las obras del Príncipe Cubano registradas a su nombre en SADAIC son las siguientes:
- A gozarla
- A rumbear (en colaboración con Antonio Benedicto) (1936)
- Alguna vez te acordarás (1936)
- Amaneciendo (1936)
- Amigos me caso (en colaboración con Gerónimo Gil Baines) (1945
- Amor tropical
- Amor y olvido
- Andaluzada
- Argentina y nada más
- Argentinísima (1953)
- Celosa (1947)
- Consuelo
- Contrariedad (1955)
- Cuando se quiere (1949)
- Cubana graciosa
- Cubanísima
- Decime pa qué te juis (en colaboración con Félix Scolati Almeyda)
- Dejala (en colaboración con Ángel D’Agostino
- Desdén
- Dulce chiquilla
- El guajiro (en colaboración con Luis Stalman) (1942)
- El picaflor (1950)
- El Rey del compás (1942)
- El tamalero (en colaboración con Luis Stalman)
- Es colosal (en colaboración con José Alberto Adolfo Ardolino)
- Hoy mañana siempre
- Idolatría
- La polka del vaquero (en colaboración con Rafael Domingo Delgado) (1955)
- Lucumi (en colaboración con Mario Césari)
- Metido (1942)
- Mi desamor
- Morenaza (en colaboración con Luis Stalman)
- Mulata
- Mulata hermosa (1935)
- No te metás (1939)
- Pierda o gane viva Ríver
- Por favor (en colaboración con Rosario Alfredo Mazzeo) (1935)
- Por un beso de tu boca (en colaboración con Eduardo Benigno Portas) (1943)
- Porque me abandonaste (1935)
- Qué barbaridad (1950)
- Rumba que zumba (1936)
- S de rumbas n° 1
- Sabrosona (1935)
- Samba linda (en colaboración con Luis Stalman)
- Seamos amigos (en colaboración con Domingo Antonio Rullo Basílico (1944))
- Serás más dichosa (en colaboración con Juan Caruso Calvano)
- Si vos me quisieras
- Siluetas de la tarde
- Sol radiante
- Sublime adoración (en colaboración con Lucio Vicente Lanzone) (1955)
- Tentación
- Torturas (en colaboración con Humberto Canaro)
- Trigueña linda
- Tú viniste sola (en colaboración con Wolf Luttman)